# Les Yeux de mon amour
 (février 2023).
Pour plus de détails, voir Fiche technique et Distribution.
Les Yeux de mon amour (Os Olhos do meu Amor) est un film québéco-portugais écrit et réalisé par Rui Silveira, sorti en 2019. 

## Synopsis
La « Fête des fleurs », un événement d'art éphémère qui date de plus de cent ans, est née parce que les artisans de Campo Maior (dans la région de l'Alentejo, au Portugal) ont voulu amener les gens dans les rues, à la fin de l'été, pour rendre hommage à saint Jean-Baptiste, patron du village. Dès le printemps, chaque quartier s’organise autour d’une « tête de rue » (la personne qui dirige les opérations entre voisins), et ses productions ne seront dévoilées que la veille de l’événement, la « nuit des bouquets », au début du mois de septembre. Le modèle d’organisation actuel est subventionné et compte sur le soutien de la Mairie, mais demeure essentiellement populaire, puisque la production des milliers de fleurs en papier dépend du travail volontaire d’environ cinq mille personnes.
Bien que les travaux exposés soient considérables, ce film met l'accent sur les mois qui précèdent la semaine de fête et jette un coup d'œil dans les coulisses d'une pratique sociale unique au monde : la fière expression de l'identité des gens de Campo Maior.
En décembre 2021, la fête communautaire de Campo Maior a été classée au patrimoine immatériel de l'humanité par l'UNESCO.

## Fiche technique
- Titre original : Os Olhos do meu Amor
- Titre en français : Les Yeux de mon amour
- Réalisation, production et montage : Rui Silveira
- Photographie : Mariana Veloso, Rui Silveira
- Son : Joana Bernardo, Guillaume Dupuis, Maria Ensinas, Mariana Fernandes
- Mixage son : Marcin Bunar
- Coorection colorimétrique : Mathéo Lemay
- Musique originale : Hazy Montagne Mystique
- Conception graphique : Lavandaria
- Pays d'origine :  Portugal,  Canada
- Langue originale : portugais
- Genre : documentaire
- Durée : 75 minutes
- Année de production : 2019
- Distribution : Vidéographe